# Benjamín Vicuña Mackenna

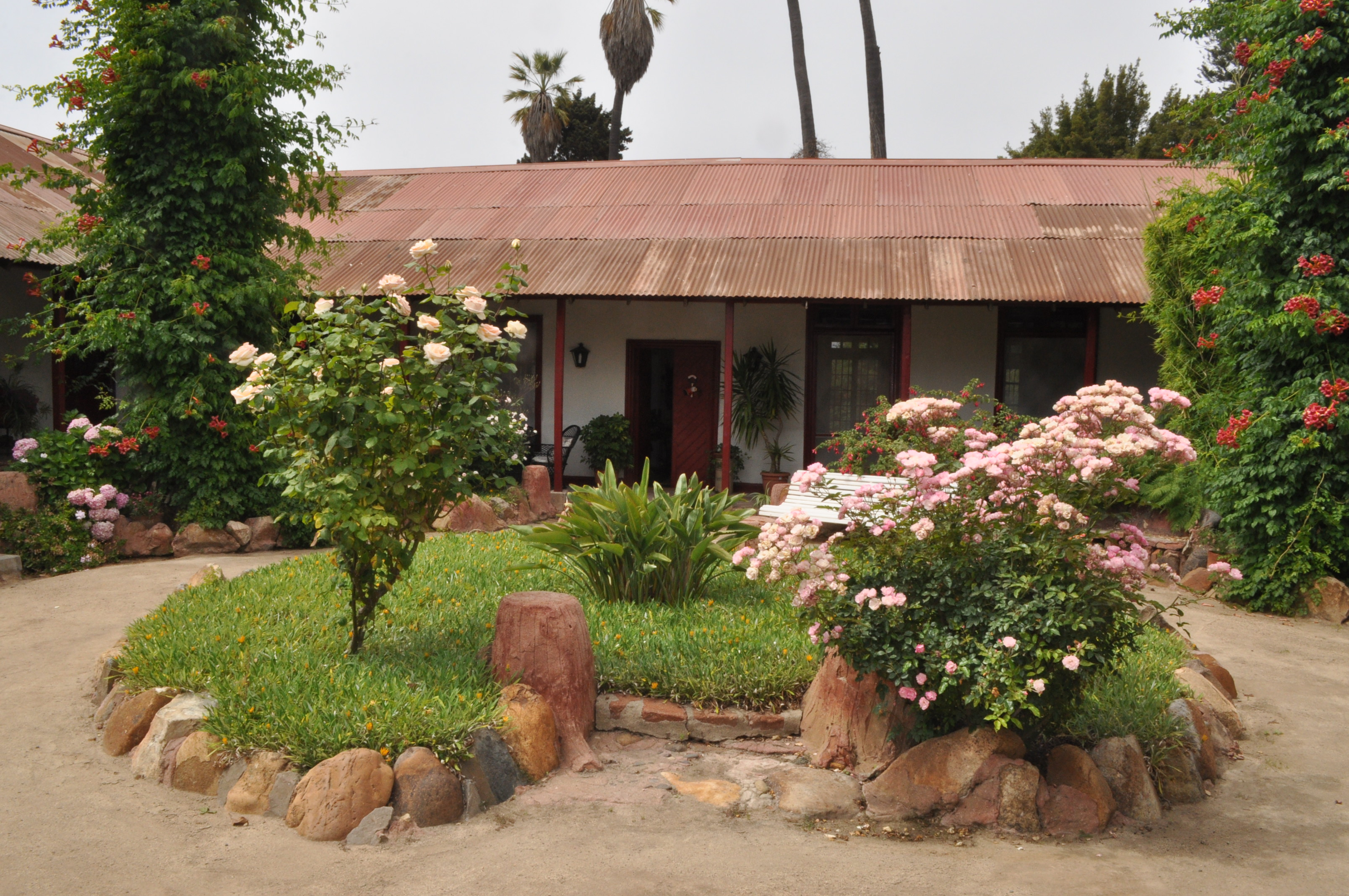
Casona Santa Rosa de Colmo, Quintero, lugar de residencia del matrimonio Vicuña Subercaseaux.

Benjamín Vicuña Mackenna (Santiago, 25 de agosto de 1831-hacienda de Santa Rosa de Colmo, Quintero, 25 de enero de 1886) fue un abogado, político, escritor e historiador chileno. Ocupó los cargos de intendente de Santiago, diputado, senador y fue candidato a la presidencia de la República además de ser voluntario de la 3.ª Compañía del Cuerpo de Bomberos de Santiago. Su herencia aún es visible en la capital chilena y en la política actual. Durante su vida, trabajó por las libertades cívicas y el progreso de su país.

## Familia y estudios

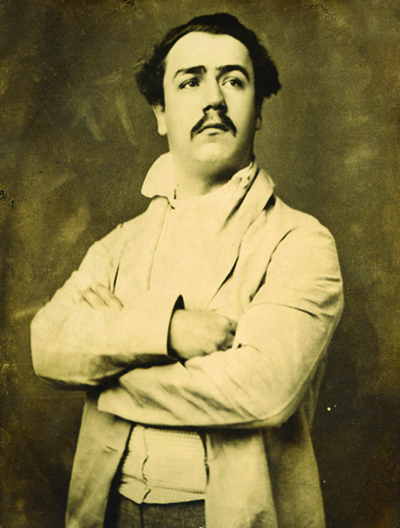
Benjamín Vicuña Mackenna con 20 años, durante un viaje a Estados Unidos (1851).

Fue hijo de Pedro Félix Vicuña y de Carmen Mackenna Vicuña. Es nieto de Juan Mackenna O'Reilly, general del Ejército en la independencia chilena, y del presidente interino Francisco Ramón Vicuña Larraín.
Realizó sus estudios básicos en el Colegio de Cueto, donde fue un alumno regular; continuó la enseñanza secundaria en el Instituto Nacional. 
A los 19 años fue elegido como secretario de la Sociedad de la Igualdad, club de inspiración francesa, y desempeñó un papel protagónico en la insurrección contra el gobierno de Manuel Bulnes en 1851. Vicuña Mackenna sirvió como ayudante de campo al mando del regimiento Valdivia en la insurrección liderada por el coronel Pedro Urriola cuando esta estalló el 20 de abril de 1851. Apresado por su participación, se fugó de la cárcel vestido de mujer y, tras cabalgar durante cuatro días junto al político y militar José Miguel Carrera Fontecilla, arribó a La Serena. Allí se sumó a las fuerzas revolucionarias y asumió como gobernador de Illapel durante algunos días. Sin mayores conocimientos ni experiencia militar, sus tropas sufrieron una aplastante derrota en el valle de Aconcagua. Obligado a huir a la residencia de sus padres, pocos meses después salió a cumplir su primer destierro político.
Realizó estudios superiores en la Universidad de Chile.
Publicó en la prensa sus memorias de Tres años de viaje y una segunda investigación histórica llamada El ostracismo de los Carrera, en 1857. Este mismo año completó sus estudios de Leyes y se tituló de abogado el 15 de junio de 1857.

### Relaciones, matrimonio e hijos

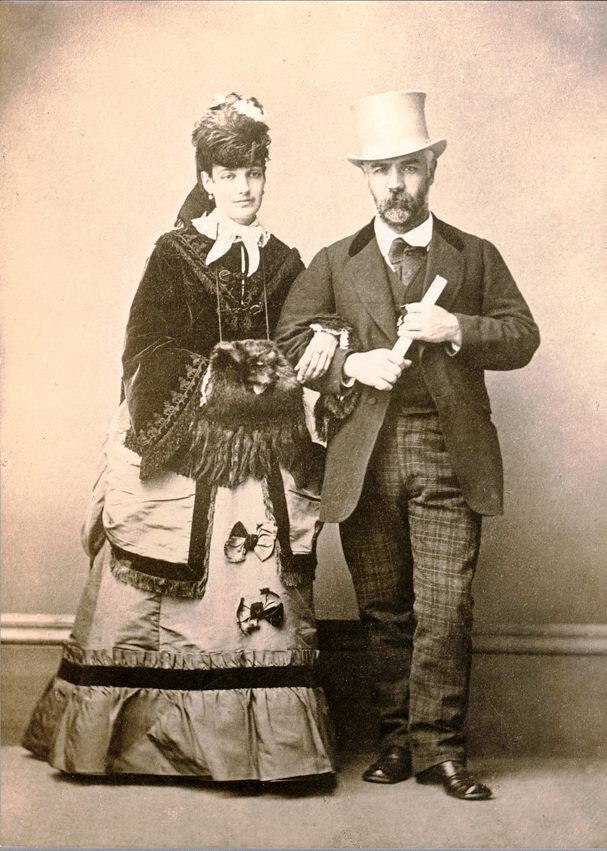
Vicuña Mackena junto a su esposa Victoria Subercaseaux, h. 1870.

Se casó el 4 de marzo de 1867 con su prima Victoria Subercaseaux Vicuña con quien tuvo tres hijas: María Magdalena, Blanca y Eugenia. 
Antes de su matrimonio, Vicuña Mackenna había tenido dos hijos con Manuela Villalobos. Los niños fueron arrebatados a su madre por presentar problemas mentales y ella fue encerrada por su familia en un convento de Santiago hasta el día de su muerte. Los hijos fueron llevados al fundo de su familia, en Maipú, donde fueron criados por una institutriz, a cuyo nombre fueron inscritos en los registros como Pedro Silva y Francisca Silva. Benjamín Vicuña Mackenna ofreció darles su apellido, pero ellos no aceptaron. Pedro, el mayor, mantuvo el nombre que su madre de crianza le diera y Francisca, la menor, tomó el apellido de su madre biológica y cambió su nombre, llamándose Celia Villalobos.

## Carrera política y pública

### Juventud, destierros y diputado
Ingresó joven a la política. A los 19 años fue secretario de la Sociedad de La Igualdad, creada en 1850 con el fin de integrar a los artesanos dentro del proyecto político liberal. Secretario de la Sociedad de la Igualdad de Francisco Bilbao, en 1851 participó en el motín de Urriola, la Batalla de Petorca, el Sitio de La Serena, y la guerra civil en el bando contrario a Manuel Montt. 
Condenado a muerte, escapó y se exilió luego del fracaso de la insurrección. Desde 1852 hasta 1856 permaneció fuera de Chile, visitando Estados Unidos y gran parte de América y Francia, donde se impregnó de la cultura y arquitectura europeas.
Junto a un grupo de jóvenes intelectuales, tales como Miguel Luis Amunátegui, Diego Barros Arana y Domingo Santa María, fundó la Sociedad de Instrucción Primaria en 1856.
Regresó a Chile gracias a una amnistía, siguió conspirando, involucrándose en la Revolución del Colihue (1858), lo que le costó el destierro. Radicado en Europa entre ese año y 1863, volvió a Chile al advenimiento del gobierno de la Fusión Liberal-Conservadora, ganando una curul de diputado por La Ligua (1864-67), Valdivia (1867-70) y Talca (1873-76).
Fue enviado a los Estados Unidos de América en 1865 como agente confidencial para promover el apoyo estadounidense a Chile durante la Guerra hispano-sudamericana (1864-1866). Durante su estadía creó el periódico La Voz de América en Nueva York.
En la Cámara de Diputados tuvo una acción particular, autodesignándose una suerte de tribuno de la plebe y voz de la opinión pública. Vicuña Mackenna descolló como un urticante crítico de las gestiones del gobierno y su influencia llegó a ser poderosa en la opinión pública.

### Intendente de Santiago

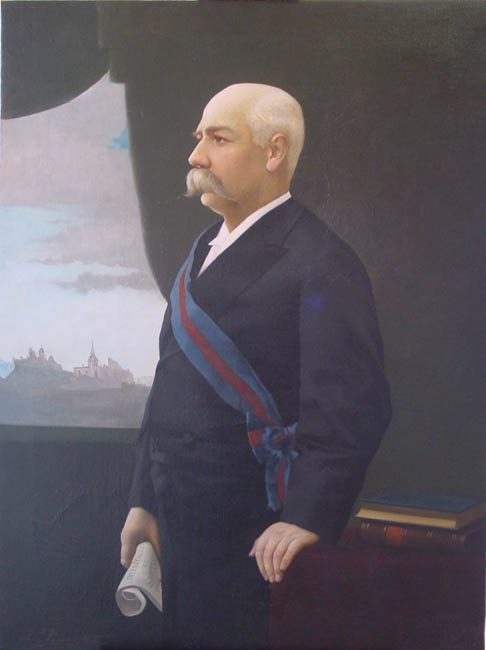
Vicuña Mackenna como Intendente de Santiago.

El presidente Federico Errázuriz Zañartu, deseoso de que no lo molestara en su gobierno, lo llamó a ser intendente de Santiago, puesto que Vicuña Mackenna aceptó de inmediato, dedicándose de lleno a cambiar el rostro de la capital.
Su casa ubicada en el borde del llamado Barrio Dieciocho en el Camino de Cintura era más bien sobria respecto a otras mansiones colindantes al Campo de Marte.
Durante su paso por la intendencia (1872-1875), realizó colectas públicas además de cuantiosos y desmedidos gastos para el hermoseamiento de la ciudad, intentando imitar tendencias europeas (en especial de Francia), siendo su obra magna, el paseo del cerro Santa Lucía que perdura hasta hoy.

### Candidato presidencial y senador
Fue candidato para la presidencia de la república en 1876 apoyado en un principio por los conservadores y el Partido Liberal Democrático, creado exclusivamente para esa campaña electoral. Pero los primeros usaban su candidatura como venganza contra el presidente Errázuriz por haber roto la fusión y, no teniendo un interés real en el exintendente, lo abandonaron al poco andar. Vicuña Mackenna renunció entonces a aspiraciones presidenciales y se mantuvo en el parlamento, pero ahora como senador por Santiago y Coquimbo (1876-1885).
Se asoció a Domingo Santa María como crítico de la conducción gubernamental de la Guerra del Pacífico en su primera fase, lanzando sus dardos principalmente contra Rafael Sotomayor, ministro de guerra en campaña. En un momento del conflicto en que se necesitaba reclutar civiles para ir al frente, Vicuña Mackenna pronunció un famoso discurso de motivación con el que convenció a muchos civiles; terminó su alocución con una frase que se haría famosa: «¡A las armas, chilenos!», y luego con un «¡Viva Chile!».

## Otras actividades
Paralelo a su actividad política, Vicuña Mackenna realizó una importante labor como historiador, autor de variados libros relacionados con recopilaciones históricas; recolectó varios documentos, que constituyeron un aporte de primer orden a la historiografía chilena, solo superado por José Toribio Medina. Sustrajo "importantes documentos peruanos" durante la ocupación Chilena en Lima durante la guerra del Pacífico. 
El 8 de diciembre de 1879, juró como voluntario de la 3.ª Compañía del Cuerpo de Bomberos de Santiago, además, en aquella sesión fue elegido Director, cargo que ostentó durante tres años. Ya retirado, el 23 de diciembre de 1883 escribe un folletín titulado La cuna del Cuerpo de Bomberos, en donde rindió homenaje a los fundadores de la compañía, Enrique Meiggs y José Luis Claro y Cruz.

## Fallecimiento
El 25 de enero de 1886, a los 55 años de edad, falleció en su hacienda de Santa Rosa de Colmo. Su tumba está ubicada en un mausoleo en el cerro Santa Lucía en Santiago. Dicha ermita estuvo abierta al público hasta el terremoto de 2010, que ocasionó daños que la mantienen cerrada hasta el día de hoy.

## Legado

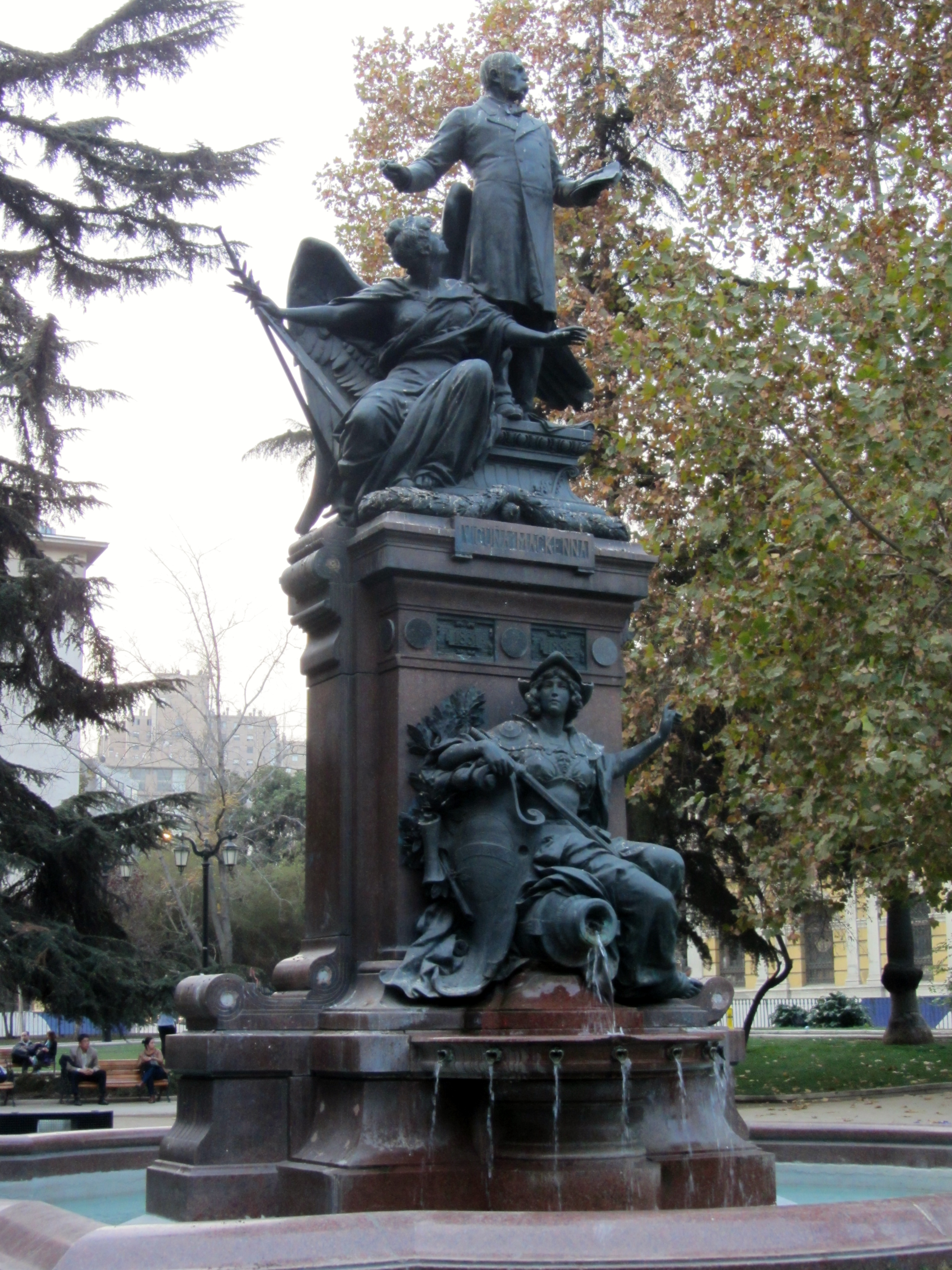
Monumento a Vicuña Mackenna, por Jules-Félix Coutan.

El cerro Santa Lucía se conserva prácticamente tal como él lo dejó y aún es un paseo de importancia en la capital salvo algunas remodelaciones e instalación de elementos modernos como teléfonos o iluminación.
La avenida Vicuña Mackenna (el ex-Camino de la Cintura) lleva su nombre, además el museo Benjamín Vicuña Mackenna, ubicado en lo que era su propiedad, en la avenida que lleva su nombre (n.º 94), alberga y exhibe sus reliquias materiales y preserva su memoria.
En la Argentina, la localidad Vicuña Mackenna de la Provincia de Córdoba fue llamada así en su honor, al igual que la Plaza Benjamín Vicuña Mackenna en Buenos Aires.
Tras un análisis de la realidad policial chilena, sugiere la reforma total de la policía chilena, adoptando el modelo policial francés; cuyos frutos se reflejaron cuando el Comandante de Policía Manuel Chacón Garay, reforma la policía, civilizando la Policía Secreta o Sección de Pesquisas, génesis de la actual Policía de Investigaciones de Chile.
Vicuña Mackenna escribió una vasta gama de libros de historia y literatura, obra prolífica no exenta de críticas. Tuvo además una directa participación en el rescate de los manuscritos y posterior publicación de la Historia General del Reino de Chile, valiosa obra del jesuita español Diego de Rosales.
Luego de su fallecimiento, la Biblioteca Nacional de Chile, adquirió su gabinete de estudio, biblioteca y archivo. En 1861, ya habían ingresado al establecimiento, 1.606 volúmenes de su colección de obras americanas.

## Obras

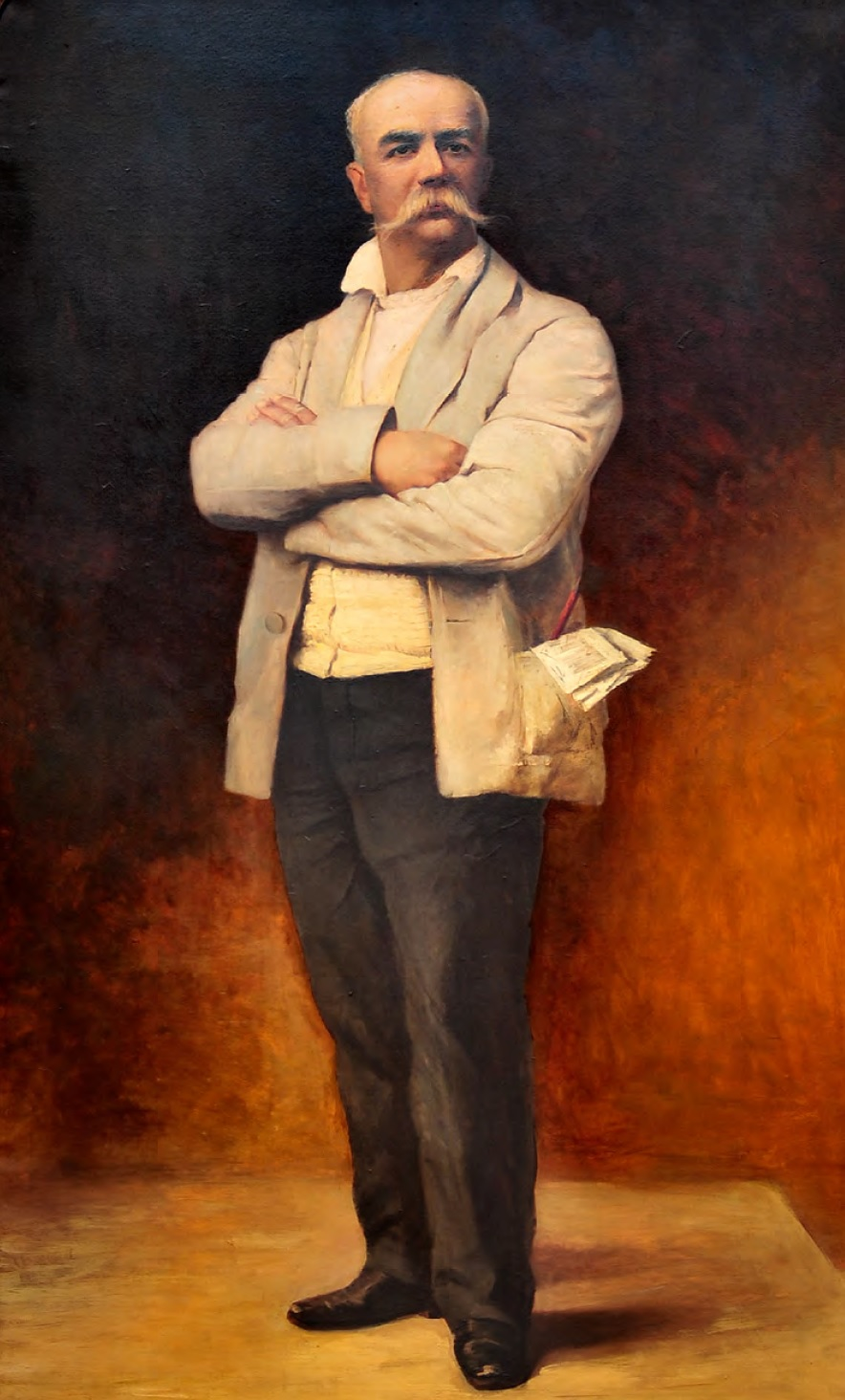
Benjamín Vicuña Mackenna
(Óleo de Marcial Plaza Ferrand).

- El sitio de Chillán (Periódico La Tribuna, Santiago, 1849)
- La agricultura aplicada a Chile (Londres, Reino Unido, 1853)
- Le Chili considéré sous le rapport de son agriculture et de l'émigration européenne, Imprimerie et Librairie D´Agriculture et D´Horticulture (1855)
- Páginas de mi diario durante tres años de viaje: 1853- 1854- 1855 (1856)
- El ostracismo de los Carrera en línea (Imprenta del Ferrocarril,  1857)
- El ostracismo del jeneral D. Bernardo O'Higgins (1860)
- Historia de la revolución del Perú (Santiago, 1860)
- La independencia en el Perú (1860)
- Historia de los diez años de la administración de don Manuel Montt (Imprenta Chilena, 1862)
- Vida de don Diego Portales (1863)
- A sketch of Chili, expressly prepared for the use of emigrants, from the United States and Europe to that country, with a map, and several papers relating to the present war between that country and Spain, and the position assumed by the United States therein (1866)
- Diez meses de mision a los Estados Unidos de Norte America como ajente confidencial de Chile (I) (Imprenta de la Libertad, 1867)
- Diez meses de mision a los Estados Unidos de Norte America como ajente confidencial de Chile (II) (Imprenta de la Libertad, 1867)
- La guerra a muerte: memoria sobre las últimas campañas de la Independencia de Chile 1819-1824 (Imprenta Nacional, 1868)
- Francisco Moyen o lo que fue la inquisición en América (cuestión histórica y de actualidad) (Imprenta Nacional, 1868)
- Francisco Moyen: or, The inquisition as it was in South America (1869)
- Historia crítica y social de la ciudad de Santiago Desde su Fundación Hasta Nuestros Días (1541-1868) (Imprenta i Librería del Mercurio, 1869)
- Historia de Valparaíso: crónica política, comercial y pintoresca de su ciudad y de su puerto desde su descubrimiento hasta nuestros días, 1536-1868 (Imprenta Albión de Cox i Taylor, 1869)
- Miscelanea (Imprenta i Librería del Mercurio, Valparaíso, 1872)
- Un Año en la Intendencia de Santiago (Imprenta i Librería del Mercurio, Valparaíso, 1873)
- La Verdadera Situación de la Ciudad de Santiago (Imprenta i Librería del Mercurio, Valparaíso, 1874)
- La Visita de la Provincia de Santiago (Imprenta i Librería del Mercurio, Valparaíso, 1874)
- Quintero: su estado actual y su porvenir (1874)
- La Policía de Seguridad de las Grandes Ciudades Modernas (1875)
- Lautaro y sus tres campañas contra Santiago. 1553-1557 (1876)
- El Viaje del señor Benjamín Vicuña Mackenna a las Provincias del Sur (Imprenta de la Patria, Valparaíso, 1876)
- Los Lisperguer y La Quintrala (Doña Catalina de los Ríos), Episodio histórico-social con numerosos documentos inéditos (2º edición aumentada y corregida, Ediciones de la Imprenta del Mercurio, Valparaíso 1877)
- De Valparaíso a Santiago : datos, impresiones, noticias, episodios de viaje (1877)
- Historia de la jornada del 20 de abril de 1851; una batalla en las calles de Santiago (1878)
- Juan María Gutiérrez : ensayos sobre su vida y sus escritos conforme a documentos enteramente inéditos (1878)
- Los médicos de antaño en el Reino de Chile (1879)
- La Patagonia (estudios jeográficos i políticos dirijidos a esclarecer la "cuestion - Patagonia," con motivo de las amenazas recíprocas de guerra entre Chile i la República Arjentina) (1880)
- Vida de Bernardo O'Higgins (1882)
- El libro de la plata (1882)
- Chile (1883)
- Juan Fernández. Historia verdadera de la isla de Robinson Crusoe (1883)
- Historia de la Guerra de Chile con España (de 1863 a 1866) (1883)
- El Coronel D. Tomás de Figueroa. Estudio critico según documentos inéditos sobre la vida de este Jefe y el primer motín militar que acaudilló en la plaza de Santiago el 1º de abril de 1811 y su proceso (1884)
- El álbum de la gloria de Chile. Homenaje al Ejército y Armada de Chile en la memoria de sus más ilustres marinos y soldados muertos por la patria en la Guerra del Pacífico (Tomo I en 1883 y II en 1885)
- La edad del oro en Chile (1881)
- Historia de la campaña de Tarapacá Tomo I (1880)
- Historia de la campaña de Tacna y Arica 1879-1880 (1881)
- La Cuna del Cuerpo. Homenaje a la Tercera Compañía de Bomberos de Santiago (1883)
- Historia de la campaña de Lima 1880-1881 (1881)
- Una excursión a través de la inmortalidad; o sea, Reminiscencias de los grandes hombres que en el curso de mi vida he conocido en el nuevo y en el viejo mundo (Curazao, 1889)
- Diego de Almagro; estudios criticos sobre el descubrimiento de Chile (póstuma, 1889)
- La dictadura de O'Higgins (póstuma, 1917) (Miguel Luis Amunátegui y B. Vicuña Mackenna)
- Los chilenos en San Francisco de California (recuerdos históricos de la emigración por los descubrimientos del oro, iniciada en 1848) (póstuma, v. I y II, 1930. Solo la parte "Terra ignota", en el v. 2, p. 92-319.)